# 자유국민연립
자유국민연립(영어: Liberal–National Coalitionl), 줄여서 연립(영어: Coalition)은 오스트레일리아의 정파로 보수우파 세력을 대표한다.

## 투표 성향
소선거구 선호투표제에서, 보수연립 지지층은 다음과 같은 투표성향을 보인다.
최고선호자 순서대로 번호를 정하는데, 자유당 지지자의 경우 자유당(후보) 1번, 국민당 2번, 기타 선호정당의 순으로 투표한다.(국민당 지지자의 경우에는 국민당 1번, 자유당 2번, 이하 동일.)

## 구성
모두 보수주의를 표방하나, 출범의 바탕을 비롯하여 추구하려는 강도와 방향에서 접근법이 약간 다를 뿐이며, 최근들어 각 당의 정책적 차이는 그리 크지 않다.
- 오스트레일리아 자유당(The Liberal Party of Australia, 1944~ )보수적 자유주의를 바탕으로 하는 대중정당으로, 주로 시장경제에서의 더 많은 자유를 강조하는 정책들을 추진한다.존 하워드 행정부 초반에는 전통적인 중도우파 정책들을 펴왔으나, 2001년 조지 W 부시정권 출범 이후에는 앞장서서 신자유주의를 추구하고 이라크 전쟁에 적극적 협조(파병)하는 등 우익성향을 강화하였다.

- 오스트레일리아 국민당(The National Party of Australia, 1922~ )보수주의, 농업중심주의를 기반으로 하는 보수정파, 퀸즐랜드주 등에서 강함.

- 퀸즐랜드 자유국민당 (Liberal National Party of Queensland)

- 지역자유당(Country Liberal Party, 1974~) 독일 기독사회연합(CSU, 바이에른주)의 경우처럼, 오직 북부준주(매우 오랫동안 집권하였으나, 2001년부터 지금까지 야당임)에서만 활동함.

## 역대 선거결과

### 오스트레일리아 총선
| 선거   | 의석     | +/– | 합계      | 득표율 | 집권 여부            | 대표          |
| ------ | -------- | --- | --------- | ------ | -------------------- | ------------- |
| 1925년 | 51 / 75  | 11  | 1,551,760 | 53.20% | 여당 (NP-CP)         | 스탠리 브루스 |
| 1928년 | 42 / 75  | 9   | 1,286,208 | 49.56% | 여당 (NP-CP)         | 스탠리 브루스 |
| 1929년 | 24 / 75  | 18  | 1,271,619 | 44.17% | 야당                 | 스탠리 브루스 |
| 1931년 | 50 / 75  | 26  | 1,533,627 | 48.35% | 여당 (UAP-CP)        | 조셉 라이온   |
| 1934년 | 42 / 74  | 8   | 1,618,946 | 45.58% | 여당 (UAP-CP)        | 조셉 라이온   |
| 1937년 | 44 / 74  | 2   | 1,774,805 | 49.26% | 여당 (UAP-CP)        | 조셉 라이온   |
| 1940년 | 36 / 74  | 8   | 1,703,185 | 43.93% | 여당 (UAP-CP)        | 로버트 멘지스 |
| 1943년 | 19 / 74  | 17  | 948,750   | 23.01% | 야당                 | 아서 패든     |
| 1946년 | 26 / 76  | 7   | 1,706,387 | 39.28% | 야당                 | 로버트 멘지스 |
| 1949년 | 74 / 121 | 48  | 2,314,143 | 50.26% | 여당 (LP-CP)         | 로버트 멘지스 |
| 1951년 | 69 / 121 | 5   | 2,298,512 | 50.34% | 여당 (LP-CP)         | 로버트 멘지스 |
| 1954년 | 64 / 121 | 5   | 2,133,979 | 46.82% | 여당 (LP-CP)         | 로버트 멘지스 |
| 1955년 | 75 / 122 | 11  | 2,093,930 | 47.63% | 여당 (LP-CP)         | 로버트 멘지스 |
| 1958년 | 77 / 122 | 2   | 2,324,500 | 46.55% | 여당 (LP-CP)         | 로버트 멘지스 |
| 1961년 | 62 / 122 | 15  | 2,208,213 | 42.09% | 여당 (LP-CP)         | 로버트 멘지스 |
| 1963년 | 72 / 122 | 10  | 2,520,321 | 46.03% | 여당 (LP-CP)         | 로버트 멘지스 |
| 1966년 | 82 / 124 | 10  | 2,853,890 | 49.98% | 여당 (LP-CP)         | 해럴드 홀트   |
| 1969년 | 66 / 125 | 16  | 2,649,219 | 43.33% | 여당 (LP-CP)         | 존 고튼       |
| 1972년 | 58 / 125 | 8   | 2,737,911 | 41.48% | 야당                 | 윌리엄 맥마흔 |
| 1974년 | 61 / 127 | 3   | 3,319,220 | 44.91% | 야당                 | 빌리 센덴     |
| 1975년 | 91 / 127 | 30  | 4,102,078 | 53.05% | 여당 (LP-NCP)        | 맬컴 프레이저 |
| 1977년 | 86 / 124 | 5   | 3,811,340 | 48.10% | 여당 (LP-NCP)        | 맬컴 프레이저 |
| 1980년 | 74 / 125 | 12  | 3,853,549 | 46.40% | 여당 (LP-NCP-CLP)    | 맬컴 프레이저 |
| 1983년 | 50 / 125 | 24  | 3,783,595 | 43.57% | 야당                 | 맬컴 프레이저 |
| 1984년 | 66 / 148 | 16  | 3,872,707 | 44.69% | 야당                 | 앤드류 피콕   |
| 1987년 | 62 / 148 | 4   | 4,236,238 | 45.91% | 야당                 | 존 하워드     |
| 1990년 | 69 / 148 | 7   | 4,302,127 | 43.46% | 야당                 | 앤드류 피콕   |
| 1993년 | 65 / 147 | 4   | 4,681,822 | 44.27% | 야당                 | 존 휴슨       |
| 1996년 | 94 / 148 | 29  | 5,103,859 | 46.90% | 여당 (LP-NP-CLP)     | 존 하워드     |
| 1998년 | 80 / 148 | 14  | 4,352,795 | 39.18% | 여당 (LP-NP)         | 존 하워드     |
| 2001년 | 82 / 150 | 2   | 4,887,998 | 43.01% | 여당 (LP-NP-CLP)     | 존 하워드     |
| 2004년 | 87 / 150 | 5   | 5,471,588 | 46.70% | 여당 (LP-NP-CLP)     | 존 하워드     |
| 2007년 | 65 / 150 | 22  | 5,229,024 | 42.09% | 야당                 | 존 하워드     |
| 2010년 | 72 / 150 | 7   | 5,365,529 | 43.32% | 야당                 | 토니 애벗     |
| 2013년 | 90 / 150 | 18  | 5,882,818 | 45.55% | 여당 (LP-LNP-NP-CLP) | 토니 애벗     |
| 2016년 | 76 / 150 | 14  | 5,693,605 | 42.15% | 여당 (LP-LNP-NP)     | 맬컴 턴불     |

## 주요 정치인 명단

### 역대 자유당 대표
왼쪽 숫자는 취임연도이다. 이 당의 지도자가 수시로 바뀌었던 점을 감안했다.
- 1945 – 로버트 멘지스 (연방총리 1949-66)
- 1966 – 해럴드 홀트 (연방총리 1966-67)
- 1968 – 존 고턴 (연방총리 1968-71)
- 1971 – 윌리엄 맥마흔 (연방총리 1971-72)
- 1972 – 빌리 스네든
- 1975 – 맬컴 프레이저 (연방총리 1975-83)
- 1983 – 앤드루 피콕 (제1기)
- 1985 – 존 하워드 (제1기)
- 1989 – 앤드루 피콕 (제2기)
- 1990 – 존 휴슨 박사
- 1994 – 알렉산더 다우너
- 1995 – 존 하워드 (제2기) (제25대 연방총리, 1996~2007)

### 역대 국민당 대표
- 윌리엄 제임스 매퀼리엄스 1920-21
- 얼 페이지 경 1921-39
- 아치 캐머런 1939-40
- 아서 패든 경 1940-58
- 존 매큐언 경 1958-71
- 더그 앤서니 1971-84
- 이언 싱클레어 1984-89
- 찰스 블런트 1989-90
- 팀 피셔 1990-99
- 존 앤더슨 1999-2005
- 마크 베일리 2005-2007

## 같이 보기
- 오스트레일리아 노동당
- 오스트레일리아 민주당
- 오스트레일리아 녹색당